# Сокірко Віктор Володимирович
Сокірко Віктор Володимирович (1 січня 1939, Харків, УРСР — 5 січня 2018, Москва, Росія), інженер, економіст, учасник правозахисного руху в СРСР.

## Життєпис
У 1973 році засуджений за відмову від дачі показань у справі Якіра— Красіна на 6 місяців виправних робіт. Наприкінці 1970-х років увійшов до складу редколегії самвидавського журналу «Пошуки», видавав також у самвидаві збірки «на захист економічних свобод» (під псевдонімом К. Буржуадемов). У 1980 році засуджений за участь у цих самвидавських проектах на три роки позбавлення волі умовно.